# Cocytotettix intermedius
Cocytotettix intermedius är en insektsart som först beskrevs av Bruner, L. 1900.  Cocytotettix intermedius ingår i släktet Cocytotettix och familjen gräshoppor. Inga underarter finns listade i Catalogue of Life.